# Jung Hyo-jung
Jung Hyo-Jung (Hangul: 정효정, Hanja: 政孝正), född den 26 januari 1984, är en sydkoreansk fäktare som ingick i Sydkoreas lag som  tog OS-silver i damernas lagtävling i värja i samband med de olympiska fäktningstävlingarna 2012 i London.